# Шанталь Ахтерберг
Шанталь Ахтерберг  (нід. Chantal Achterberg, 16 квітня 1985) — нідерландська веслувальниця, олімпійська медалістка, дворазова чемпіонка світу, призерка чемпіонату Європи. 

## Виступи на Олімпіадах
| Олімпіада           | Дисципліна                     | Місце |
| ------------------- | ------------------------------ | ----- |
| Лондон 2012         | вісімка розстібна зі стерновим | 3     |
| Ріо-де-Жанейро 2016 | четвірка парна                 | 2     |

## Зовнішні посилання
- Досьє на sport.references.com [Архівовано 16 грудня 2012 у Wayback Machine.]

1. ↑  Chantal Achterberg